# Ononis diffusa
Ononis diffusa är en ärtväxtart som beskrevs av Michele Tenore. Ononis diffusa ingår i släktet puktörnen, och familjen ärtväxter. Inga underarter finns listade i Catalogue of Life.

## Bildgalleri

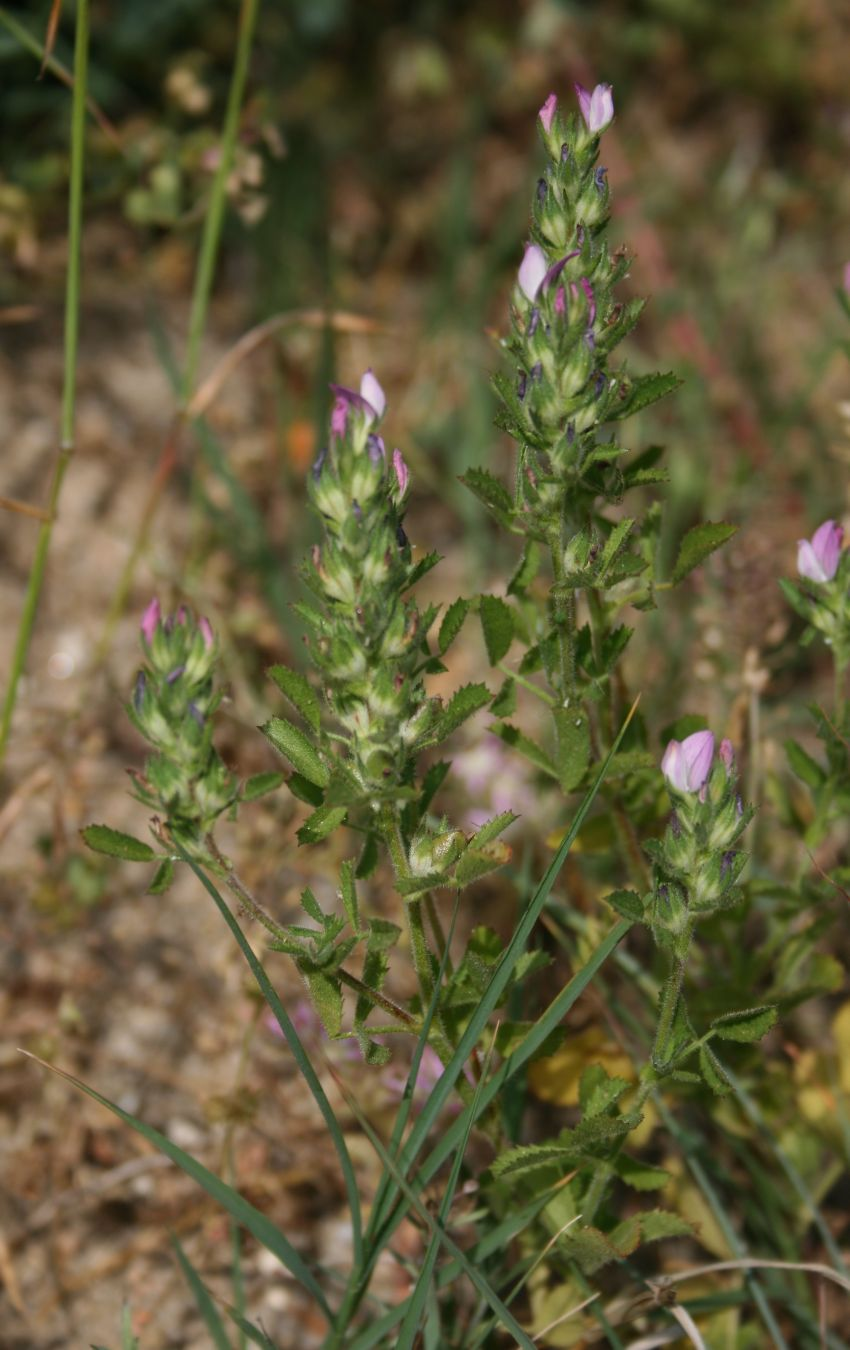